# Guitar Improvisation 1
Guitar Improvisation #1 è il nono album in studio del musicista canadese Devin Townsend, pubblicato il 31 maggio 2020 dalla HevyDevy Records.

## Descrizione
Si tratta della prima delle tre improvvisazioni strumentali eseguite da Towsend con il solo ausilio di una chitarra Sadowsky Telecaster e un Fractal AX-8 per il sistema audio. Lo stesso ha inoltre aggiunto che l'intenzione di pubblicare materiale del genere non è per essere ascoltata al 100%, besì da utilizzare più come sottofondo musicale mentre si stanno svolgendo altre attività.
Nel 2023 l'album è stato ripubblicato con il nuovo titolo Tryptophan come parte del progetto ambient DreamPeace creato dallo stesso artista. Le differenze, oltre al titolo, risiedono nella copertina e nella lista tracce, dove la composizione risulta spezzata in nove brani distinti.

## Tracce
1. Guitar Improvisation #1 – 66:30